# Embox
Embox (англ. Essential toolbox for embedded development) — свободная кросс-платформенная операционная система реального времени (RTOS), разрабатываемая для встроенных систем.
Архитектурно-зависимые части вынесены в отдельные модули, что упрощает процесс портирования на новые платформы. Основная идея Embox использовать ПО Linux в более безопасном и предсказуемом (real-time), а также менее ресурсо- и энергопотребляющем окружении, включая микроконтроллеры.

## Основные принципы
Одной из основных особенностей исходных кодов системы embox является их максимальная структурированность, позволяющая представить ядро как набор взаимосвязанных модулей, каждому из которых можно задать требуемые параметры. Это дает возможность тонко настроить систему и создать образ, нацеленный на конкретную задачу, будь то средство для тестирования аппаратного обеспечения, либо полноценная операционная система с виртуальной памятью, включающая сетевую и файловую подсистемы. К тому же такой принцип построения упрощает отладку отдельных модулей системы, а также портирование на новые платформы.
Если сравнить с популярной FreeRTOS, то в FreeRTOS нет POSIX-совместимости, и абсолютно любое приложение «пишется с нуля», реализуя принцип «разработчик полностью реализует и контролирует всю систему». В Embox же можно портировать существующие библиотеки и фреймворки из POSIX/Linux-мира, что приведет возможно к меньшей ресурсоэффективности, чем в случае с FreeRTOS, но сильно сэкономит время разработки и поддержки. Кроме переиспользования кода, полезна также возможность разработки и тестирования макетов на десктопных системах. Так, например, можно переиспользовать как библиотеки для характерной функциональности  встраиваемых систем, такие как libmodbus (телеметрия), pjsip (телефон), так и фреймворки свойственные скорее десктопным системам, например, графический интерфейс через Nuklear или Qt, или библиотеки компьютерного зрения, такие как OpenCV.

## Поддерживаемые платформы
На сегодняшний день Embox работает на следующих процессорных архитектурах:
- SPARC v8 (LEON3)
- ARM[2][3][4][5][6][7]
- RISC-V[8][9]
- MicroBlaze
- x86
- MIPS
- PowerPC
- E2K[10][11][12][13]

## Модель разработки
Разработка ведётся в тесном сотрудничестве с кафедрой Системного Программирования Математико-Механического факультета СПбГУ. В частности, проект Embox используется для получения студентами практических навыков в различных дисциплинах, таких, как: архитектура операционных систем, встроенные системы, программирование микроконтроллеров и так далее. Кроме технических дисциплин, проект используется как площадка получения опыта студентами в управлении IT-проектами.
Благодаря открытому коду системы, на базе проекта проводятся различные исследования в областях построения ОС и вычислительных систем. 
Embox применяется в различных коммерческих проектах в областях: АСУ, встроенных и телекоммуникационных системах.